# Eupteryx cyclops
Eupteryx cyclops är en insektsart som beskrevs av Matsumura 1906. Eupteryx cyclops ingår i släktet Eupteryx och familjen dvärgstritar. Enligt den finländska rödlistan är arten sårbar i Finland. Arten är reproducerande i Sverige. Artens livsmiljö är ruderatmarker, vägrenar och banvallar. Inga underarter finns listade i Catalogue of Life.